# 欧小白
欧小白是一名中国大陆设计师，移动应用程序iHomo的创始人。同性恋通过这一软件结识，可以结为形式上的婚姻，即形婚，以应付父母家人逼婚的压力。

## 经历
欧小白和她的女性伴侣长期居住于北京。迫于家庭压力，她于2012年嫁给了一名男子。她的丈夫也是同性恋者，并有一个交往多年的男友。在欧小白的婚礼上，她女友是她的伴娘、彩妆师、礼服咨询师。欧小白的母亲让她放心，当自己去世时，欧会得到照顾，这是她结婚的一个好处。此外，欧小白的丈夫不再受到同事们给他介绍女朋友的打扰。夫妻两人在传统中国节日时会一起去拜访家人，但是在余下的时间里，他们都和各自的伴侣在一起。

## iHomo
在欧小白结婚后，知道她性向的朋友开始向她征询意见，因此欧小白意识到原来有很多人急需帮助。2014年11月，iHomo建立了微信公众号，以组织线下活动为主。欧小白称形婚是极为隐私的事情，线下社交活动真实度高，容易建立起信任关系。iHomo组织了超过80场活动，帮助促成100场形式婚姻。2015年12月，欧小白發布了iHomo手机应用的测试版。除了促成形婚外，该应用还提供中国的LGBT咖啡馆、商店和餐馆的信息，在中国同性之间的婚姻不被认可。2017年1月，iHomo正式上线。欧小白表示未来iHomo还可以建立同性公寓、同性养老院，为同性恋群体提供居住、社交场景，并提供海外移民服务。

### 观点
欧小白指出，对某些人而言，形式婚姻可能会导致更多的问题，特别是如果子女与父母住在同一个城市时。此外，中国夫妇婚后经常面临父母要孩子的压力。倘若夫妻通过体外人工受精或其他方法有一个孩子的话，那么夫妻中哪个抚养孩子，孩子住在哪里又成为难题。

## 奖项
- 巾帼百名 (BBC) - 2016年